# CZ12
CZ12 (Brasil: Operação Zodíaco / Portugal: Zodíaco Chinês) (chinês: 十二生肖) é um filme de 2012, dirigido, escrito, co-produzido e estrelado por Jackie Chan. O filme é um reboot de uma franquia que começou com Armour of God (1986) e sua sequência, Armor of God II: Operation Condor (1991). 
Chan foi parar no Guinness Book por somar o maior número de créditos em um mesmo filme. Ele assina 15 funções! O recorde anterior pertencia a Robert Rodriguez, que teve onze em O Mariachi.

## Sinopse
Quando as forças britânicas invadiram a China durante a Segunda Guerra do Ópio em 1860, eles roubaram uma série de antiguidades chinesas premiadas. Isso incluiu as 12 cabeças de estátuas de animais em bronze do Palácio de Verão de Pequim, que representam os signos do horóscopo chinês. Os objetos ficaram perdidos por séculos, até  começarem a aparecer em casas de leilões no mundo inteiro, sendo leiloadas por milhões de euros cada. Desesperado para colocar as mãos no restante das peças, um rico empresário e colecionador de antiguidades contrata o caçador de tesouros JC (Jackie Chan) para recuperá-las. Auxiliado por três jovens de sua equipe, uma estudante chinesa e uma bela francesa, JC não desistirá facilmente de seu complicado objetivo, mesmo que para isto tenha que cruzar o mundo.

## Elenco
- Jackie Chan ... JC / Martin
- Kwon Sang-woo ... Simon
- Liao Fan ... David
- Helen Yao ... Coco
- Zhang Lanxin ... Bonnie

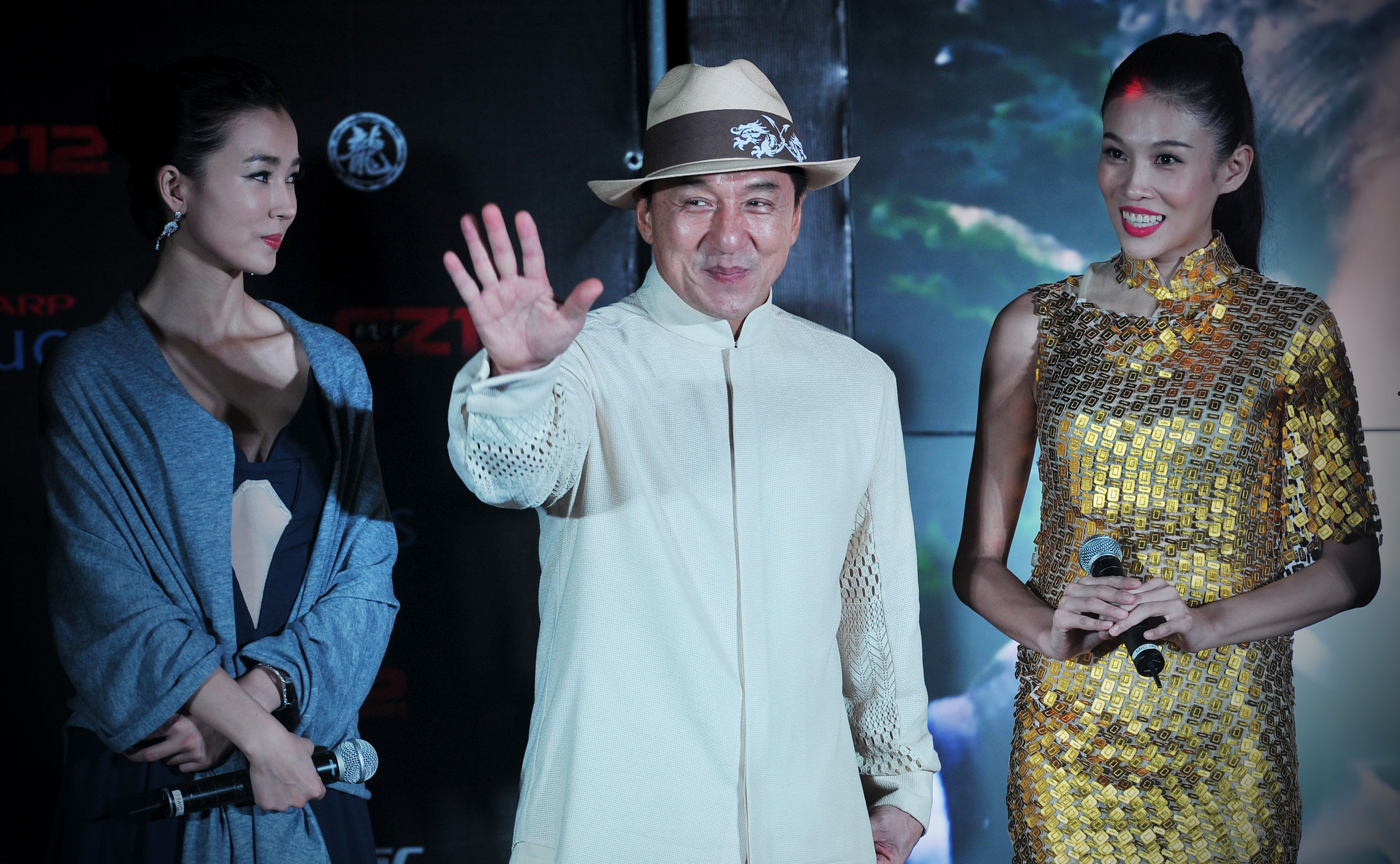
Jackie Chan, Zhang Lanxin e Helen Yao em um evento promocional de CZ12.

- Laura Weissbecker ... Catherine de Sichel
- Jonathan Lee ... Jonathan Lee
- Vincent Sze ... Michael Morgan
- Alaa Safi ... Vulture
- Pierre Bourdaud ... Pirata
- Emmanuel Lanzi ... Henchman
- Rosario Amadeo ... Pierre
- Pierre-Benoist Varoclier ... Léon
- Wilson Chen ... Wu Qing
- Ken Lo ... Pirata Chefe
- Oliver Platt ... Lawrence Morgan
- David Serero ... o guarda-costas
- Caitlin Dechelle ... Katie
- Marc Canonizado ... Marc
- Zheng Wei[3]
- Bo-yee Poon ... assistente de Lawrence
- Abdul Haviz
- Ashok CA
- Shu Qi ... a esposa de David
- Daniel Wu ... o médico do hospital
- Joan Lin ... a esposa de JC
- Kenny G ... o piloto de avião